# 1947 en sports équestres
Chronologie des sports équestres
- 1946 en sports équestres - 1947 en sports équestres - 1948 en sports équestres

Cet article présente les faits marquants de l'année 1947 en sports équestres.

## Événements

### Année
- fondation de la fédération royale belge des sports équestres[1].